# رابط قدرت و تنظیمات پیشرفته

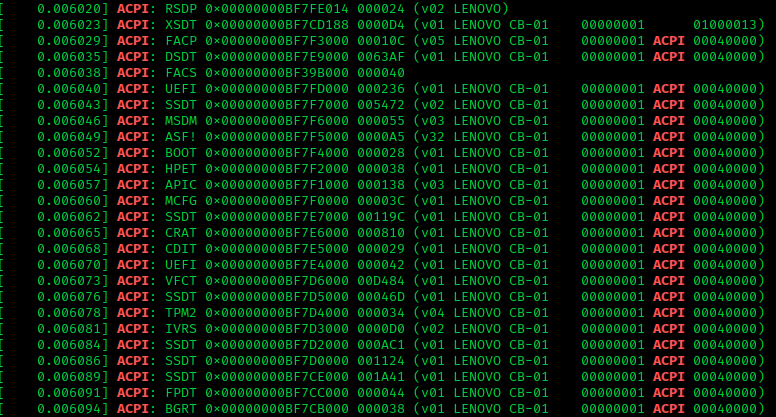
رابط قدرت و تنظیمات پیشرفته

ACPI برگرفته از واژههای نخست کلمات Advanced Configuration and Power Interface بوده و به معنی پیکربندی پیشرفته و برخوردگاه توان می‌باشد. برای اولین بار در دسامبر ۱۹۹۶ (توسط شرکت‌های HP، Intel، Microsoft، Phoenix، و Toshiba) منتشر شد و شامل مجموعه قواعدی برای شناسایی سخت‌افزار، مادربورد، و تنظیمات دیگر دستگاه‌ها و مدیریت برق دستگاه می‌باشد. ACPI با توجه مشخصاتش، «عنصر کلیدی برای ادارهٔ تنظیمات و مدیریت برق سیستم به صورت مستقیم می‌باشد» 
آخرین نسخه از مشخصات ACPI شمارهٔ ۵٫۰ می‌باشد که در نوامبر سال ۲۰۱۱ بیرون آمده‌است.

## چکیدهٔ مطلب
مهمترین استاندارد عناصر شناخته شده جهت مدیریت برق سیستم که تا به حال دیده شده در دو دستهٔ کلی جای دارند. استاندارد اول این است که OS یا همان سیستم‌عامل کنترل برق سیستم را برعهده می‌گیرد و در مقابل استانداردی قدیمی‌تر به نام APM که مخفف کلمات assigns power management می‌باشد و در واقع وظیفهٔ کنترل و مدیریت برق سیستم را برعهدهٔ BIOS کامپیوتر می‌سپارد. و سیستم‌عامل در آن نقش محدودی را بازی می‌کند.در ACPI، بایوس به کمک توابعی دسترسی مستقیم به پایین‌ترین سطوح سخت‌افزار را برای سیستم‌عامل فراهم می‌کند. بنابراین سیستم‌عامل تقریباً کنترل کاملی بر روی نحوهٔ مصرف برق سیستم دارد.
یکی دیگر از خصوصیات مهم ACPI آوردن ویژگی‌های مدیریت برق سیستم که در گذشته به آن اشاره شد و دسترسی‌پذیر کردن آن‌ها در Laptopها، کامپیوترهای شخصی و سرورها می‌باشد. برای مثال سیستم ممکن است بخواهد در مرحلهٔ مصرف انرژی در حد نهایی کم کار کند (کم‌ترین مصرف برق) بدین معنی که فقط حافظه برق داشته باشه و در بعضی مواقع هم نه. اما رخدادهای عمومی هدفدار(GPE که مخفف کلمهٔ «general-purpose events» هستند) اجازهٔ ارسال از سوی بعضی سیستم‌ها همانند مودم، کیبورد و ماوس رو دارند که این عمل باعث می‌شه سطح مصرف انرژی سیستم با سرعت به حالت نرمال برگردد.
به صورت استاندارد کلیدهای یک کیبرد استاندارد برای عملیات تعلیق و خاموش کردن کامپیوتر پشتیبانی می‌شود.بعضی از شرکت‌ها این ویژگی را توسعه داده‌اند و برای انجام این کار از کلیدهای دیگری نیز موسوم به کلیدهای مدیریت سیستم (Power management keys) استفاده کرده‌اند.
ACPI علاوه بر استفاده از زبان اسمبلی که به صورت پایه در هر کامپیوتری موجود می‌باشد، برای رسیدگی به پیاده‌سازی رخدادهای برق سیستم، از زبان درونی خودش موسوم به (ACPI Machine Language) زبان ماشین ACPI که مخفف آن AML می‌باشد، استفاده می‌کند.
مایکروسافت برای اولین بار از این استاندارد در ویندوز ۹۸ خود پشتیبانی نمود. اولین نسخه از سیستم‌عامل FreeBSD که پشتیبانی از این استاندارد را در خود گنجاند ، ۵.۰ بود.بقیهٔ سیستم‌عامل‌های تحت لینوکس بعداً پشتیبانی از این استاندارد را آغاز نمودند.

## مراحل

### مراحل سراسری
خصوصیات ACPI، هفت مرحلهٔ زیر را دنبال می‌کند که هر سیستم کامپیوتری دارای ACPI می‌تواند هر یک از اینها را داشته باشد:
- G۰ با S۰ کار کردن: مرحلهٔ عادی کار کردن کامپیوتر - سیستم‌عامل و برنامه‌ها در حال اجرا هستند.

پردازشگر، دستورالعمل‌ها را اجرا می‌کند. در این مرحله ( یعنی بدون وارد شدن به مرحلهٔ خواب G۱) برای پردازشگر و ابزار مشابه مانند هارد درایو، دیسک نوری و ... امکان تعویض به حالت انرژی با مصرف پایین به صورت مکرر وجود دارد(در لب‌تاب در هنگام تأمین انرژی از باتری میزان برق ابزاری از آن که مورد استفاده قرار نمی‌گیرد کاهش پیدا می‌کند، بعضی از کامپیوترهای رومیزی نیز این عمل کاهش مصرف انرژی رو انجام می‌دن).نام این مرحله C۰–Cn و D۰–D۳ نام دارد.
- G۱ مرحلهٔ خواب که خود به ۴ مرحلهٔ دیگر از S۱ به S۴ تقسیم می‌شود.زمانی که لازم هست برای اینکه سیستم را از این مراحل به مرحلهٔ G۰ (کار کردن)برگرداند برای S۱ کوتاهترین، برای S۲ و S۳ کوتاه، برای S۴، طولانی می‌باشد.
  - S۱ :